# 798年
| 千纪： | 1千纪                                                                                           |
| 世纪： | 7世纪 \| 8世纪 \| 9世纪                                                                         |
| 年代： | 760年代 \| 770年代 \| 780年代 \| 790年代 \| 800年代 \| 810年代 \| 820年代                       |
| 年份： | 793年 \| 794年 \| 795年 \| 796年 \| 797年 \| 798年 \| 799年 \| 800年 \| 801年 \| 802年 \| 803年 |
| 纪年： | 戊寅年（虎年）；唐貞元十四年；南诏上元十五年；日本延曆十七年；渤海国正曆四年                    |

## 大事记
- 慈恩大師創建清水寺，為京都最古老的寺院。
- 彰義節度使吳少誠攻掠鄰境。

## 出生
- 惠運，日本僧人
- 葛井親王，日本贵族
- 劝龙晟，南诏国王

## 逝世
- 霍仙鳴，唐朝宦官
- 卢迈，唐朝大臣
- 邢君牙，唐朝大臣
- 李倕，唐肃宗之子
- 李諶，唐德宗之子
- 穆尼贊普，吐蕃赞普
- 牟如赞普，吐蕃赞普
- 元聖王，新罗国王